# Termoklina
Termoklina (grč. θέρμη: toplo + ϰλíνειν: naginjati se) je sloj u jezerima, morima ili oceanima u kojem se temperatura naglo mijenja s dubinom. Najčešće odjeljuje površinski sloj više temperature od dubljih slojeva niže temperature. U oceanima se javlja stalna (permanentna) termoklina koja može obuhvaćati dubine od 100 do više od 1000 metara, ovisno o položaju. Tijekom ljeta stvara se sezonska termoklina na dubinama između 10 i 100 metara; tijekom zime ona u morima i oceanima izostaje, a u jezerima može biti nadomještena inverznom termoklinom. Za mirnih dana iznad sezonske termokline može se razviti i dnevna termoklina.
Kada se površinski valovi gibaju morem koje je stratificirano, to jest u kojem postoje slojevi različite gustoće, temperature ili saliniteta, a dubina kojih se naglo mijenja, nastaju unutarnji valovi, koji se očituju titranjima termokline u rasponu od desetak metara.